# The Beautiful Guitar
"The Beautiful Guitar" es un álbum recopilatorio del guitarrista virtuoso Joe Satriani. Sólo fue lanzado en Europa, y contiene las canciones más suaves de Joe Satriani.

## Lista de temas
- Todas las canciones fueron escritas por Joe Satriani excepto donde se indique lo contrario.

1. "Cryin'" – 5:44
2. "Always with Me, Always with You" – 3:24
3. "Thinking of You" – 3:56
4. "The Crush of Love" (Satriani/ Cuniberti) – 4:22
5. "I Believe" – 5:54
6. "Rubina" – 5:54
7. "Tears in the Rain" – 1:18
8. "All Alone" – 4:23
9. "Why" – 4:46
10. "Echo" – 5:39
11. "Midnight" – 1:43
12. "Rubina's Blue Sky Happiness" – 6:10
13. "Day at the Beach" – 2:05
14. "Saying Goodbye" – 2:51

- Datos: Q1078940